# Société des postes du Togo
 (août 2011).
Si vous disposez d'ouvrages ou d'articles de référence ou si vous connaissez des sites web de qualité traitant du thème abordé ici, merci de compléter l'article en donnant les références utiles à sa vérifiabilité et en les liant à la section « Notes et références ».
Pour les articles homonymes, voir La Poste.
La Société des postes du Togo (SPT), alias La Poste, est le principal opérateur chargé de la collecte et de la distribution du courrier au Togo. 
Selon les termes de la loi no 90-26 du 4 décembre 1990 portant réforme du cadre institutionnel et juridique des entreprises publiques et du décret no 96-22/PR du 20 février 1996, la SPT est une entreprise publique, dotée de la personnalité morale et de l’autonomie financière. C'est une société d’État au capital social d'un milliard de francs CFA divisé en actions entièrement souscrites et libérées par l’État togolais.

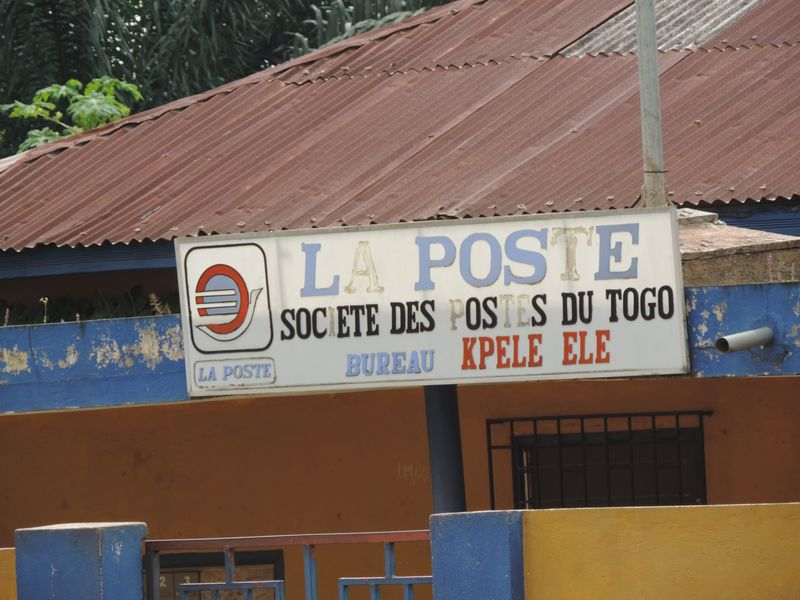
Bureau de poste au Togo.

Son siège social est à Lomé.

## Au Togo
L'organisation des services postaux remonte au temps colonial lorsque le Togo était encore sous protectorat allemand. 
Le premier timbre togolais (de dix pfennigs), imprimé en Allemagne, fut émis en 1897. C’est à partir de cette date que l’organisation du service postal au Togo commença. Un service quotidien par piétons était assuré entre Anécho (Togo) et Grand Popo (Dahomey) avec un bureau intermédiaire à Agoué. Ce service a été rendu possible grâce à un simple arrangement administratif entre les deux pays.
De même, les relations avec la Gold Coast (actuel Ghana) étaient assurées par un service automobile effectuant trois fois par semaine le trajet Lomé-Accra et retour.
En 1915, à la suite de la défaite des Allemands durant la Première Guerre mondiale, ceux-ci ont dû quitter le Togo qui passa sous la tutelle française et britannique. Après le départ des allemands, les timbres allemands furent remplacés par des timbres d’un demi penny ayant cours à la fois dans l’ancienne Gold Coast et au Togo.
Quelque temps après, un autre timbre fut mis en service dans la partie française du Togo. Il s’agissait d’un timbre de cinq centimes émis pour le Dahomey et surchargé TOGO.
À partir de 1920, de nouveaux services (télégraphe et téléphone) sont introduits ; les bureaux de poste quasi modernes s’ouvrent à Lomé, Anécho, Atakpamé et Palimé. Le bureau de Sokodé, de Sanssané Mango et Bassar virent le jour peu de temps après.
Les principales opérations effectuées étaient alors la vente de timbres poste, l’expédition et la réception du courrier.

## Le développement des services
Dès ses débuts, la Poste avait transporté des fonds à découvert. Les sommes versées par les déposants étaient réunies en un groupe chargé à l’adresse de chaque bureau destinataire et les payements avaient donc lieu dans la monnaie même des versements. Sous le premier Empire, un service d’envois d’argent sans transport matériel d’espèces fut organisé : ce fut l’origine du service des mandats.
À partir de 1859, la Poste s’est chargée du transport des valeurs dans des lettres ou des boîtes avec déclaration de la valeur incluse. L’administration télégraphique qui s’était constituée en 1833 fusionna en 1878 avec l’administration postale.
En 1879 fut organisé le service du recouvrement des effets de commerce. Deux ans plus tard, la loi du 9 avril 1881 créait la Caisse nationale d’épargne. En 1889, l’Administration des Postes et Télégraphes s’adjoignit le service des téléphones qui avait été, à l’origine en 1879, concédé en France à des compagnies privées.
En 1892 fut institué le service des envois contre remboursement. Enfin, en 1918, fut créé le service des comptes courants et chèques postaux.

## Attributions
Attributions découlant du monopole
L'Administration des PTT est chargée du service de la correspondance officielle et privée, c’est-à-dire : 
- du transport des lettres ainsi que des paquets et papiers n’excédant pas le poids de 1 kg ;
- de la transmission des correspondances télégraphiques, au moyen de lignes et d’appareils, de sémaphores, de stations de TSF ou d’installations pneumatiques ;
- de la mise en communication de correspondants pour l’échange de conversations téléphoniques.

Autres attributions
- Entreprise de transport
  - Transport et remise des marchandises, imprimés et échantillons de marchandises.
  - Transmission effective de sommes d’argent, valeurs et objets précieux (service des valeurs déclarées).
  - Transport et remise des colis postaux, soit par ses propres moyens d’action, soit par l’intermédiaire des compagnies de chemins de fer, compagnies de navigation et entreprises de transport.
  - Transport sur route des voyageurs et des messageries (ce service, très développé au temps des malles-poste, est organisé de nouveau, sous la dénomination de « poste automobile rurale »).
- Opérations bancaires
  - Transmission de sommes d’argent par mouvement de fonds (service des mandats).
  - Tenue de comptes courants et règlements de créances par voie d’écriture (service des chèques postaux).
  - Recouvrement des valeurs et des sommes dont sont grevés les envois contre remboursement.
- Opérations pour le compte du trésor
  - Payement des dépenses publiques.
  - Payement des arrérages des pensions militaires et civiles, des traitements de la Légion d’honneur et de la Médaille militaire, de la retraite du combattant.
  - Réception des souscriptions aux emprunts nationaux, aux bons du Trésor, payement des coupons de la rente française, des emprunts PTT et sociétés de télécommunications.
  - Vente des billets de la loterie nationale.
  - Opérations pour le compte des administrations financières
  - Recouvrement des contributions directes, taxes assimilées et impôts sur le chiffre d’affaires (mandats-contributions)
  - Gestion de la Caisse nationale d’épargne

## Loi sur les services postaux

### Généralités
La loi no 99-004 du 15 mars 1999 sur les services postaux, modifiée par la loi no 2002-023 du 12 septembre 2002 s’applique aux différentes activités en matière des services postaux sur le territoire national. Elle vise par la réglementation des services postaux à :
- garantir les intérêts des utilisateurs ainsi que le respect du secret des correspondances ;
- créer les conditions d'une concurrence effective à égalité des chances sur les marchés des postes à couverture du territoire national ;
- assurer un service universel par la fourniture d'un service de base à couverture territoriale à des prix raisonnables ;
- maintenir les intérêts de la sécurité publique ;
- veiller à la qualité de service public des services postaux ;
- consacrer la séparation entre les fonctions de tutelle, d'opérateur et de réglementation.

Sont exclus du champ d'application de la présente loi : 
- les lettres qu'un parent ou ami de l'expéditeur ou du destinataire transporte et livre à celui-ci à titre occasionnel et gracieux ;
- les décisions judiciaires et les actes rattachés à la procédure judiciaire ;
- les lettres concernant les activités d'un organisme et transmises entre ses bureaux par un de ses employés ;
- les lettres transmises par les institutions et représentations diplomatiques, les institutions et les organismes jouissant de la personnalité de droit international, sous réserve de réciprocité.

### Services postaux autorisés
Sont soumis à l'autorisation du ministre chargé du secteur des postes :  
- l'exploitation commerciale du transport de lettres dont le poids n'excède pas deux (2) kilogrammes ;
- la fourniture du mandat poste, des chèques postaux et autres services financiers postaux régis par les actes de l'Union postale universelle ;
- la fabrication et l'émission des timbres-poste.

Cette autorisation peut prévoir la fourniture de services obligatoires tels que définis par le gouvernement ainsi que des prestations au titre du service universel. 
L'autorisation est soumise à l'application des règles définies dans un cahier des charges préparé par l'Autorité de réglementation. Ce cahier des charges fait partie intégrante de l'autorisation

### Services postaux libres
Sont considérés comme services libres entre autres : 
- le transport de lettres par le sous-traitant du titulaire d'une autorisation ;
- le transport de lettres qui sont jointes à un autre objet de correspondance et qui concernent exclusivement son contenu ;
- le transport de lettres qui sont enregistrées et suivies dans leur acheminement de bout en bout pour garantir leur rapidité et leur fiabilité ;
- le transport de messages à contenu identique dont l'expéditeur envoie au moins 50 exemplaires ;
- le transport de lettres de la boîte postale à un lieu indiqué par le titulaire de la boîte postale.

Les messages à contenu identique visés ci-dessus peuvent être différents en ce qui concerne : 
- l'adresse interne autant qu'elle est identique avec l'adresse externe ;
- l'appellation du destinataire ;
- les nombres (au maximum de 10), même libellés en lettres ;
- les signes de codage ;
- le lieu et la date de l'envoi ;
- les données sur l'expéditeur ;
- une ou plusieurs signatures.

### Inviolabilité de la correspondance
Principe
Par inviolabilité de la correspondance, on entend la prohibition faite aux agents des postes de porter atteinte à la correspondance d’autrui, de quelque façon que ce soit (suppression, ouverture, altération, non-respect des conditions normales de transmission et de remise).
Le principe de l’inviolabilité de la correspondance est d’ordre général et doit être respecté par tous. Les agents des postes, titulaires ou non, sont toutefois tenus plus que quiconque de l’observer strictement. Peu importe qu’ils aient ou non prêté serment.
Exceptions
Ces exceptions peuvent être classées sous cinq rubriques, suivant qu’elles répondent à la nécessité :
- de veiller à la sûreté de l’État et à l’ordre public;
- d’assurer l’application des lois pénales;
- d’assurer l’application des lois fiscales;
- d’appliquer certaines dispositions légales sur la capacité des personnes;
- d’assurer le fonctionnement du service postal.

### Secret professionnel
Principe
C’est le secret qu’une personne doit garder sur un fait qu’elle a appris par l’exercice et en raison de l’exercice de sa profession et qu’elle doit tenir caché, soit parce que le secret a été demandé, soit parce qu’elle est inhérent à la nature même du fait ou de sa profession.
Il est interdit aux agents des Postes de divulguer le contenu de tous objets confiés au service ou même seulement le nom des correspondants, de certifier qu’un objet de correspondance a été reçu ou expédié, de faire connaître le nom des personnes qui ont expédiés ou reçu une correspondance ou qui ont effectué une opérations de service quelconque.
Toute personne admise à participer à l’exécution du service doit prêter le serment de garder et d’observer la foi due au secret des correspondances et de dénoncer aux tribunaux les contrevenants qui viendraient à sa connaissance.
Deux sanctions existent en ce qui concerne la violation du secret professionnel, l’une pénale (emprisonnement et amende), l’autre administrative (sanction disciplinaire très grave)
Dérogations
- Communications de documents en matière pénale
- Communications de documents et ouverture d’envois postaux en matière fiscale
- Base légale des dérogations
- Règles à observer pour la communication de documents ou de renseignements

Communication de documents en matière civile
La communication de documents en matière civile ou commerciale doit être refusée. Mais il est toujours loisible aux plaignants de demander communication, à titre personnel, des pièces afférentes à l’envoi ou à la réception de correspondances, s’ils peuvent se prévaloir de la qualité d’expéditeur ou de destinataire. Dans ce cas, les intéressés sont tenus de payer toutes les dépenses qu’entraînent les recherches nécessaires.
Ils peuvent obtenir des relevés ou attestations ou même des pièces originales telles que des mandats par exemple. La demande doit être soumise au Directeur Général des Postes.

## Le réseau postal togolais et son évolution

### Structure
Dès le 1er janvier 1921, le bureau de poste de Lomé est transformé en recette principale. Les bureaux ci-après ont été ouverts par la suite :
| Date de création  | Bureaux        |
| ----------------- | -------------- |
| 10 décembre 1931  | Lama Kara      |
| 1er décembre 1947 | Tsévié         |
| 16 février 1949   | Anfoin         |
| 1er mars 1949     | Anié et Blitta |
| 1er décembre 1949 | Dapango        |
| 1er octobre 1950  | Bafilo         |
| 1er novembre 1950 | Nuatja         |

Les 13 avril et 14 mai 1956, les agences postales de Kandé et Badou furent transformées en bureaux de plein exercice. Trois ans plus tard, le 1er novembre 1959, ce fut le tour du bureau d’Agou à la suite de l’accroissement des activités agricoles dans la région.
Le 15 avril 1963, le bureau de poste de Kétao vit le jour du fait du dynamisme d’un des plus grands marchés du Nord Togo. À la même date, le bureau de Niamtougou se transformait en bureau de plein exercice. Ce fut le tour de Tabligbo de disposer d’un bureau de poste de plein exercice pour compter du 15 novembre 1963.
Au même moment naissait çà et là les agences postales telles que Agbélouvé, Noépé, Porto Séguro, Assahoun, Vogan et Akaba.
À partir de 1967, Lomé en pleine extension s’est vu doté de bureaux supplémentaires : Nyékonakpoé, Bè, Tokoin, Port et Aéroport.
Évolution de la structure
L’arrêté no 175 du 29 août 1922 érigea les services des Postes et Télécommunications du territoire en une administration centrale avec siège à Lomé. Au terme de cet arrêté signé du Gouverneur Bonnecarrère, le service a été divisé en grands départements : Poste et Télécommunications ayant chacun des activités bien définies. 
Le Directeur du service est assisté de trois chefs de divisions :
- La Division des services postaux et financiers;
- La Division des Télécommunications;
- La division des Affaires Générales.

Le décret no 49-282 de février 1949 a redéfini la dénomination et regroupé en une seule entité le service des Postes et télécommunications, les divers services postaux, télégraphiques, téléphoniques et radioélectriques.
Le 1er janvier 1987, l’administration des Postes et Télécommunications a été transformée en Office des Postes et Télécommunications afin de doter cette entité d’une autonomie financière. Le 1er octobre 1991, l’Office des Postes et Télécommunications a été érigé en société d'État.
Le 28 février 1996, par décret no 96-22/PR, la société d'État a été scindée en deux sociétés : la Société des postes du Togo et la société des télécommunications du Togo dont les activités ont réellement démarré en le 1er janvier 1997.

### Organisation de la Société des Postes du Togo
Elle s’appuie sur l’ensemble des produits offerts sur son réseau. Il faut entendre par réseau postal, l’ensemble des points de contact de la poste : bureaux de poste, Centre de Chèques Postaux, EMS, etc.
Tous ses points de contact sont interconnectés : par liaison terrestre (pour l’acheminement des envois postaux), par téléphone, télécopie et  par liaison informatique.
Actuellement, le Togo dispose de 83 bureaux de poste et de 6 centres spécialisés : 
- Le Centre de Chèques Postaux (CCP)
- Centre d’Exploitation des Produits Télécoms (CPT)
- Express Mail Service (EMS)
- Centre National de Tri Postal (CNTP)
- la Division chargée des Acheminements et de la Clientèle d’Entreprises (DACE)
- et Lomé Philatélie.

Par décision no 04/CA-SPT du 26 décembre 1996, l’ensemble des services de l’entreprise est organisé en une direction générale dirigée par un Directeur Général sous le contrôle du Conseil d’Administration. Le Directeur général est assisté d’un Directeur général adjoint.
En plus des services centraux et extérieurs, l’organigramme de la Poste comprend :
- des conseillers techniques et des chargés de mission;
- un Service de l’Inspection Générale et de l’Audit;
- une Direction Administrative et Financière;
- une Direction des Études et de la Prospective;
- une Direction de la Production;
- une Division des Marchés et Contrats;
- un Secrétariat central.

La Direction de la Production
Au sein de l’organisation, la Direction de la Production est particulièrement chargée de l’organisation du réseau et de la commercialisation des produits. En ce sens, elle coordonne l’ensemble des activités liées à l’exploitation postale.
Elle est chargée en particulier :
- de l’émission et de la vente timbres-poste et des produits philatéliques;
- de l’émission et du paiement des mandats;
- de l’émission des télégrammes et des mandats télégraphiques;
- des commandes et des ventes par correspondance;
- de l’exploitation et du développement du courrier accéléré (EMS);
- de l’exploitation des messageries postales (colis postaux);
- de l’acheminement et de la distribution du courrier;
- de la gestion de la poste restante;
- du règlement des comptes internationaux;
- de la gestion du Centre de chèques postaux et de l’épargne.

Elle est organisée en six divisions : 
- La  Division de l’Exploitation Postale
- Le Centre EMS
- La Recette principale de Lomé, aujourd’hui Lomé Centre
- Le Centre National de Tri Postal
- La Division des Chèques Postaux et de l'Épargne
- La Division Acheminement et Clientèle d’Entreprise.

Il est à noter que la coordination des activités des bureaux de poste est assurée par la division de l’exploitation postale.
Depuis mars 2000, la Division chargée des acheminements et de la clientèle d’entreprise (DACE) a pour principales missions :
- l’élaboration et la mise à jour des plans d’acheminements nationaux et internationaux;
- l’élaboration et l’exécution des contrats passés entre la Poste et les différentes entreprises en matière de traitement du courrier d’entreprises;
- la collecte, le transport et la distribution du courrier d’entreprises;
- l’action commerciale et de la prospection.

## Produits et services

### Les services postaux
Il s’agit ici des services dits de la Poste aux lettres et des colis postaux.
Classification des envois de la Poste aux lettres
Les correspondances confiées au service postal ne présentent pour l’expéditeur et le destinataire, ni le même degré d’urgence, ni le même caractère. C’est pourquoi, les envois soumis au transport postal sont répartis en catégories :
- Les lettres
- Les cartes postales
- Les paquets poste
- Les imprimés ordinaires
- Les imprimés périodiques
- Les cécogrammes.

Ce sont des services rendus à la clientèle et qui génère des produits vrais ou produits d’exploitation à la Poste. Au titre de ces produits postaux, on note les articles ci-après :
| Les produits et services postaux    |
| ----------------------------------- |
| Les timbres-poste émission courante |
| Les timbres-poste de collection     |
| Les coupons-réponse                 |
| Les Machines à affranchir           |
| Affranchissement en numéraire       |
| Les boîtes postales                 |
| Expres Mail Service                 |
| Le Courrier Express National        |
| Les cartes postales                 |
| Les emballages                      |

### Les services financiers
Service de mandats
Il s’agit des titres des titres émis et payés par les établissements postaux pour l’exécution des transferts de fonds. Une telle opération comporte trois phases principales :
- Versement de fonds et émission de titre
- Transport du titre
- Paiement au bénéficiaire.

Jusqu’à un passé récent, trois catégories de mandats étaient offertes à la Poste :
- mandat-lettre : titre émis et remis au demandeur, à charge pour lui de le faire parvenir au bénéficiaire;
- mandat carte : celui-ci est acheminé par la voie postale après son émission. Il reste donc dans le service, contrairement au mandat-lettre
- mandat télégraphique : il est transmis par la voie électrique (télégramme).

Aujourd’hui, avec l’utilisation des nouvelles technologies, tous ces titres ont fait place aux transferts électroniques de fonds (Transfert express national, mandat express international, western union, post cash, etc.)
Service de chèques postaux
Il a pour objet, la tenue des comptes courants postaux et l’exécution de toutes les opérations y afférentes. Les comptes sont tenus par des organismes dénommés « Centres de Chèques Postaux (CCP) » dont l’organisation et le fonctionnement sont fortement réglementés. Les bureaux de poste servent de guichet pour les opérations courantes du Centre de Chèques Postaux.
L'Épargne
Elle est également gérée dans l'organisation par le CCP, qui assure la gestion des comptes d’épargne.
Les produits financiers offerts à la clientèle par l’ensemble des établissements postaux :
| Les servives financiers            |
| ---------------------------------- |
| Gestion des comptes courants       |
| Gestion des comptes d'épargne      |
| Transfert Express National (TEN)   |
| Mandat Express International (MEI) |
| Western Union                      |
| Eurogiro                           |
| Change                             |

### Les services connexes
Ceux-ci sont classés dans les rubriques diverses et retracent les autres produits offerts à la clientèle aux guichets des établissements postaux. Il s’agit entre autres de :
| Les services connexes                  |
| -------------------------------------- |
| Les cabines téléphoniques              |
| Les adresses et courrier électroniques |
| Hébergement de sites web               |
| Cartes téléphoniques                   |
| Télécopie                              |